# Adolf Wolf
Adolf Wolf (23 de maio de 1899 - 11 de março de 1973) foi um general da Luftwaffe durante a Segunda Guerra Mundial que comandou o Flak-Regiment 64, a 18. Flak-Division e a 13. Flak Division. Ele recebeu a Cruz do Cavaleiro da Cruz de Ferro.

## Prémios e decorações
- Cruz de Cavaleiro da Cruz de Ferro em 20 de junho de 1940 como Oberstleutnant e comandante de I./Flak-Regiment 64 (mot.)[4]